# Agulhasia densicostata
Agulhasia densicostata är en armfotingsart som beskrevs av Cooper 1988. Agulhasia densicostata ingår i släktet Agulhasia och familjen Chlidonophoridae. Inga underarter finns listade i Catalogue of Life.